# Mona Winter
Mona Winter (geb. 1946 in Haan) ist eine deutsche Regisseurin und Schriftstellerin.

## Leben
Mona Winter ist in Haan im Rheinland geboren und aufgewachsen. Nach dem Abitur und einem längeren Aufenthalt in Paris ging sie nach München. Dort studierte sie Theaterwissenschaften und Soziologie. Nach ihrem Diplom gründete sie dort zusammen mit Studienkolleginnen und -kollegen die „Glockenbachwerkstatt“, ein Bürgerhaus am Viktualienmarkt. Über ihre politischen und sozialen Erfahrungen während dieses Engagements schrieb sie Anfang der 80er Jahre das Buch „Venusfliegenfalle“. Angeregt durch den Erfolg dieses Buches gründete sie zusammen mit einigen Verbündeten den Raben Verlag. Das Spektrum der dort verlegten Bücher umfasste Literatur, Philosophie und umweltpolitische Themen. Neben der strukturellen Arbeit als Lektorin und Verlegerin begann sie, eigene Bücher („ZitronenBlau“, München 1983; „Mondlicht im Prisma“, München 1985), Erzählungen und Essays (u. a. Kursbuch, Freibeuter) zu veröffentlichen. Anfang der 90er Jahre kam die Tätigkeit als Theater-Autorin und Regisseurin hinzu.
Viele ihrer Theaterstücke handeln von Krieg und von Beziehungsproblematiken. Sie inszenierte u. a.: „Zu viele Engel hier“ über Franziska Gräfin zu Reventlow (1997 in Alexeij Sagerers proT-Theater, München), „Ich, eine von dir“ in der Black Box des Gasteig in München (2001) und ein Stück über Marieluise Fleißer für das Theater-Festival in Schwäbisch Hall (2002).
Ihre Features und Hörspiele beschäftigen sich oft mit politisch wie sozial Verworfenen, so z. B. „Welcome to death“ (SFB 1994), „From somewhere in the Mediterranean, Abie Nathan, Odysseus“ (RBB 2016) oder „Der Himmel – wegen Überfüllung geschlossen“ (RBB 2008).
Als Artist in Residence des Goethe-Instituts in Dakar/Sénégal realisierte sie 2009 das Hörspiel „Oumy, Moussou und die Anderen“ über Taxisisters in Dakar, das für den Marler Medienpreis Menschenrechte 2012 nominiert wurde.
1996 entstand die szenische Präsentationen „ManWomanMan“ im Wintergarten des Residenztheaters München, 2011 dann „Tierisch Technisch“ im Haus der Kunst München. Für eine Ausstellung von Peter Grosz in Salzburg 2015 entwickelte sie eine Hör-Installation. Darüber hinaus beteiligte sie sich an der Theater-Performance „Die Schwarze Botin“ (Regie: Barbara Ehnes), die bei den Wiener Festspielen 2013 aufgeführt wurde.
Mona Winter lebt und arbeitet heute in Berlin.

## Arbeit an Theatern (Auswahl)
- Die Schwarze Botin. Theater-Performance, Regie: Barbara Ehnes, Wiener Festwochen, 2013.
- Tierisch Technisch. Theater-Performance in eigener szenischer Präsentation, Haus der Kunst, München, 2011.
- Ich, eine von Dir. Deutsches Theatermuseum, in eigener Regie, München 2004.
- Ich, eine von Dir. Regie: Mona Winter und Sona MacDonald, Black Box im Gasteig München, 2001.
- When the music‘s is over. Regie: Dorothea Schröder, Akademietheater des Münchner Prinzregentheaters, München 2000.
- Herzflüge. Regie: Petra Dannenhöfer, Landestheater Schwaben, 2000.
- Nicht zum Haben. in eigener szenischer Präsentation, Literaturhaus München 1999.
- Zu viele Engel hier. in eigener Regie, proT-Theater, München 1997.
- ManWomanMan. eigene szenische Präsentation, Wintergarten, Residenztheater München, 1996.
- Knock out. eigene Regie-Theater Koblenz, 1994.
- Gerne kannibalisch. Regie: Thirza Bruncken, Theater Koblenz, 1993.
- Braut bleibt Braut und Paradise now . Regie: Paula Mader, Black Box, Gasteig, München 1993.
- Schlagende Herzen. Regie: Thirza Bruncken, Theater Koblenz, 1992.

## Veröffentlichungen mit Theater-Bezug
- Knock out. S. Fischer Theaterverlag, Frankfurt am Main 1994.
- Zu viele Engel hier. S. Fischer Theaterverlag, Frankfurt am Main 1997.
- Paradise now. In: Wer vor mir liegt, ist ungewiß. Hrsg. Annette Garbrecht, Goldmann Verlag, München 1999, ISBN 3-442-12646-0.
- Herzflüge. S. Fischer Theaterverlag, Frankfurt am Main 2000.
- Ich, eine von Dir. In: 55 Monologe für Frauen. Hrsg. Anke Röder, Henschel Verlag, Berlin 2006, ISBN 3-89487-557-7.
- Wüste. S. Fischer Theaterverlag, Frankfurt am Main 2010.

## Veröffentlichte Prosa
- Für dich, mein Freund. Gedichte. Wunderlich Verlag, Hrsg. Hans Christian Meiser, Reinbek bei Hamburg 1994, ISBN 3-8052-0567-8.
- Die Brautfresserin. In: manuskripte. Graz 1993, ISSN 0025-2638.
- What‘s the matter with love. In: Jazz-Frauen. Hrsg. Gunna Wendt, Sammlung Luchterhand, Hamburg 1992, ISBN 3-630-71082-4.
- Gerne kannibalisch. In: LiteraPur No. 2, Hamburg, 1990, ISBN 3-927602-01-9.
- Hoch hinaus, wie es tiefer nicht geht. In: Pornost. Hrsg. Brigitte Classen, Raben Verlag, ISBN 3-922696-18-X.
- Mondlicht im Prisma. Raben Verlag, München 1985, ISBN 3-922696-15-5.
- ZitronenBlau. (Hrsg. Mona Winter) Verlag Frauenoffensive, München 1983, ISBN 3-88104-131-1.
- Venusfliegenfalle. Mona Winter / Angela Vogel / Nana Ochmann / Ernst v. Kardorff / Heidi Knetsch, Syndikat Verlag, Frankfurt am Main 1979, ISBN 3-8108-0131-3.

## Veröffentlichte Essays
- Paradise now. In: Kursbuch 60. Rotbuch Verlag, Berlin 1980.
- Künstliche Anwesenheiten. In: Kursbuch 65. Rotbuch Verlag, 1981.
- Investitionsgeruch. In: SoBlau. A1 Verlag, München 1992, ISBN 3-927743-06-2.
- Heilige Flamme, sie zündet nicht. In: Die Lust am Mann. Albino Verlag, Berlin 1990, ISBN 3-88803-022-6.
- Alles geht -lieber Aal. Kommune, Frankfurt am Main 1998.
- Universell und hyperschnell. In: Ein Mund von Welt – Ginka Steinwachs. Hrsg. Sonia Nowoselsky-Müller, Zeichen + Spuren Verlag, Bremen 1989, ISBN 3-924588-17-1.
- Dann glänzt die Haut, als käme sie vom Juwelier. In: Sterz. No 45, Graz 1989.
- Kein Gazellenauge und kein Minimum. Ästhetische Versuchsstationen im 20. Jahrhundert. In: Ewig lockt das Weib. Hrsg. Nadia Bagdadi und Irene Bazinger, Drumlin Verlag, Weingarten 1986, ISBN 3-924027-45-5.
- Pegasos-Superstar. Wovon die Futuristen träumen. In: Alptraum Auto. Hrsg. Bode/Hamberger/Zängl, Raben Verlag, München 1986, ISBN 3-922696-46-5.
- Sonia Delaunay, Simultan-Roben. In: Frauen und Film. No 8, Frankfurt am Main 1985
- Ein Augengewitter geht los – Augenblicklich. In: Reiz, Auge, Phantasie. (= Konkursbuch. 13). Konkursbuchverlag, 1984, ISBN 3-88769-213-6.
- Fanatische Wahrheitsliebe und Kunstgewerbe. In: Freibeuter. Berlin 1982, ISSN 0171-9289.
- Berührungsverbote und andere Unantastbarkeiten – Fellinis Ikonographie der Sinnlichkeiten. In: Lust und Elend, Das Erotische Kino. Bucher Verlag, München/Luzern 1981, ISBN 3-7658-0369-3.

## Hörspiele und Features
- 1985: Mondlicht im Prisma, BR
- 1992: Kasimir und die Tänzerin, Regie: Angelika Maiworm, SFB
- 1999: Bad Girl Franzi, Regie: Alexander Schuhmacher, SFB
- 1999: Calling on the Dog, Regie: Claudia Johanna Leist, WDR
- 1999: Welcome to Death, Regie: Martin Daske, SFB
- 2000: Killing me softly, Regie: Claudia Johanna Leist, WDR
- 2002: Wüstenpunk, SWR
- 2003: Ingolstadt liegt in Amerika, Regie: Gerda Martin Zylka, RBB
- 2005: Bahr bela mar – Meer ohne Wasser, eigene Regie, RBB
- 2006: Furchtsam, auch die Engel, eigene Regie, WDR
- 2007: Der Himmel – wegen Überfüllung geschlossen, eigene Regie, RBB
- 2007: Finsternis wirft sich über mich – Penthesilea heute, eigene Regie, Deutschlandradio Kultur
- 2009: Versuche mal, eine halbe Stunde an keinen Schimpansen zu denken, eigene Regie, SWR
- 2010: Oumy, Moussou und die Anderen, eigene Regie, RBB und Goethe-Institut Sénégal
- 2011: Risse, eigene Regie, SWR
- 2013: Still, alles still, als wär die Welt tot, eigene Regie, SWR
- 2015: Eine von Vielen, eigene Regie, RBB
- 2016: From somewhere in the Mediterranean – Abie Nathan, Odysseus, in eigener Regie, RBB/WDR
- 2016: Hieronymus Bosch -Die Tyrannei der Töne, eigene Regie, SWR
- 2017: Mal checken, ob‘s geht. Liebesschlösser an Brücken – Eiserne Treueschwüre, eigene Regie, SWR
- 2020: Das Theater spielt fremd, eigene Regie, SWR
- 2022: Tot im Leben, eigene Regie, RBB

Hinweis: Bei den meisten Produktionen handelt es sich um Original-Hörspiele.

## Auszeichnungen und Nominierungen
- Nominierung für Deutschen Hörspielpreis der ARD für „Tod im Leben“, 2022
- Tod im Leben, Hörspiel des Monats April 2022[1]
- From somewhere in the Mediterranean: Abie Nathan, Odysseus, Nominierung Premios Ondas, Barcelona 2016
- Oumy, Moussou und die Anderen, Nominierung 7. Marler Medienpreis Menschenrechte 2012,[2] ausgezeichnet von Amnesty International
- Artist in Residence, Goethe-Institut Sénégal, Dakar 2009
- Eisfeuer, Drehbuchförderpreis, Bundesminister des Innern, 1987